# Floricola ulema
Floricola ulema је врста тврдокрилца из породице буба листара (Chrysomelidae). Постоје подељена мишљења тако да се у неким базама ова врста води као Eupales ulema, понегде и у самој Википедији.

## Опис
Овална буба, средње величине. Пронотум и покрилца су загаситозелени, с металним сјајем. Дуж покрилаца се пружају паралелни редови малих удубљења. Ноге су црвенкасте.

## Распрострањење
Ова врста је налажена на Балканском полуострву, у Мађарској, Словачкој и Румунији. У Србији је премало налаза да би се могло прецизирати њено распрострањење.

## Биологија
И одрасли и ларве су биљоједи. Најчешће се хране на дрену (Cornus mas), али и на сродним биљкама. Јаја полаже у тло испод биљке хранитељке. Након излегања, ларве се хране корењем, а имага се хране лишћем.